# 1553年
| 千纪： | 2千纪 |
| 世纪： | 15世纪 \| 16世纪 \| 17世纪                                                                                 |
| 年代： | 1520年代 \| 1530年代 \| 1540年代 \| 1550年代 \| 1560年代 \| 1570年代 \| 1580年代                           |
| 年份： | 1548年 \| 1549年 \| 1550年 \| 1551年 \| 1552年 \| 1553年 \| 1554年 \| 1555年 \| 1556年 \| 1557年 \| 1558年 |
| 纪年： | 癸丑年（牛年）；明嘉靖三十二年；越南莫朝景曆六年，后黎朝順平五年；日本天文二十二年                         |

## 大事记

### 中国
- 杨继盛因弹劾严嵩而下狱。
- 倭寇与汪直，徐海等勾结，率战舰数百艘，分路进扰浙东、西及江南、北，沿海数千里同时告警。
- 葡萄牙人在澳门登陆。
- 李賓建立黃天道，在直隸宣化、山西大同一帶傳教。

### 日本
- 村上義清和高梨政賴等人放棄葛尾城（日语：葛尾城），逃往越後國投奔上杉謙信。
- 在村上義清向長尾景虎的提議下，長尾軍向川中島進軍，和武田軍在信濃川中島對峙，但兩軍沒有積極行動，是為第一次川中島之戰。
- 二月，武田晴信之女黃梅院嫁給北條氏康的嫡子北條氏政為正室。

### 欧洲
- 7月19日——英格蘭「九日女王」琴·格蕾被廢黜，玛丽一世登基为英国和爱尔兰女王。
- 英国人到达尼日利亚。

## 出生
- 12月13日︰亨利四世，法國波旁王朝國王。（1610年逝世）
- 毛利辉元，日本大名。（逝世1625年）
- 堀秀政（逝世1590年6月28日），日本戰國時代的武將，豐臣秀吉的家臣。

## 逝世
- 4月9日－弗朗索瓦·拉伯雷，法国作家。（約1493年出生）
- 7月6日——愛德華六世，都鐸王朝第三任君主，也是英格蘭首位信奉新教的統治者。（1537年出生）
- 10月27日－西班牙醫學家及神學家塞爾維特被加爾文於日內瓦處以火刑。（1511年9月29日出生）